# Puihardy
Puihardy is een gemeente in het Franse departement Deux-Sèvres (regio Nouvelle-Aquitaine) en telt 57 inwoners (2009). De plaats maakt deel uit van het arrondissement Niort.

## Geografie
De oppervlakte van Puihardy bedraagt 1,2 km², de bevolkingsdichtheid is dus 47,5 inwoners per km².
De onderstaande kaart toont de ligging van Puihardy met de belangrijkste infrastructuur en aangrenzende gemeenten.

## Demografie
Onderstaande figuur toont het verloop van het inwonertal (bron: INSEE-tellingen).

1. ↑  Populations de référence 2022.